# Пупков, Михаил Алексеевич
Михаи́л Алексе́евич Пупко́в (1922—2007) — советский военный. Участник Великой Отечественной войны. Герой Советского Союза (1945). Гвардии полковник.

## Биография
Михаил Алексеевич Пупков родился 18 августа 1922 года в посёлке при железнодорожной станции Болотная Томского уезда Томской губернии РСФСР (ныне город Болотное, административный центр Болотнинского района Новосибирской области Российской Федерации) в крестьянской семье. Русский. По окончании неполной средней школы работал статистиком в Болотнинском райфинотделе. Затем переехал в Алма-Ату, где до призыва на военную службу трудился обувщиком на обувной фабрике.
В ряды Рабоче-крестьянской Красной Армии М. А. Пупков был призван Фрунзенским районным военкоматом города Алма-Аты Казахской ССР в июле 1941 года. В 1942 году Михаил Алексеевич окончил Орловское военное пехотное училище. В боях с немецко-фашистскими захватчиками младший лейтенант М. А. Пупков с июля 1942 года на Юго-Западном фронте. Боевое крещение принял под Харьковом. 17 августа 1942 года Михаил Алексеевич был тяжело ранен в голову и эвакуирован в госпиталь. После возвращения в строй в октябре 1942 года М. А. Пупков недолго сражался в Сталинградской битве в составе 62-й армии Сталинградского фронта. 20 октября 1942 года он получил тяжёлое ранение в левую руку и вновь оказался на больничной койке.
После выздоровления М. А. Пупкова направили на курсы усовершенствования командного состава «Выстрел», которые он окончил летом 1943 года. В августе 1943 года лейтенант М. А. Пупков получил направление в 62-ю гвардейскую стрелковую дивизию, находившуюся в резерве Ставки Верховного Главнокомандования, и принял под командование стрелковый взвод 3-го стрелкового батальона 184-го гвардейского стрелкового полка. 7 сентября 1943 года дивизия была включена в состав 37-й армии Степного фронта и принимала участие в Полтавско-Кременчугской операции Битвы за Днепр. Михаил Алексеевич отличился в боях за расширение плацдарма на правом берегу Днепра, захваченного штурмовыми отрядами дивизии у села Мишурин Рог. 29 сентября 1943 года он в составе своего батальона переправился через Днепр. В бою на северной окраине Мишурина Рога заменил выбывшего из строя командира роты. Командуя ротой, 3 октября 1943 года в бою у хутора Незаможник Онуфриевского района Кировоградской области Украинской ССР при отражении контратаки превосходящих сил противника при поддержке 20 танков продемонстрировал образцы стойкости и мужества. В бою рота Пупкова не отступила ни на шаг, уничтожив при этом 3 немецких танка и свыше 80 солдат и офицеров вермахта. Лично Михаил Алексеевич огнём из автомата истребил 25 вражеских солдат.
Осенью и зимой 1943 года 62-я гвардейская дивизия вела бои за расширение и объединение плацдармов на правом берегу Днепра. В ходе Знаменской операции 10 декабря 1943 года на подступах к городу Кировограду гвардии лейтенант М. А. Пупков был тяжело ранен в голову и эвакуирован в госпиталь. В свою часть, сражавшуюся в составе 4-й гвардейской армии 2-го Украинского фронта, Михаил Алексеевич вернулся в конце января 1944 года и был назначен заместителем командира 2-го стрелкового батальона 184-го гвардейского стрелкового полка. В ходе Корсунь-Шевченковской операции он находился непосредственно в боевых порядках своего батальона и личным примером воодушевлял бойцов на выполнение поставленных боевых задач. После выбытия из строя командира батальона он принял командование подразделением на себя. Под его командованием 2-й стрелковый батальон во время ликвидации окружённой под Корсунь-Шевченковским группировки немецких войск первым ворвался в село Шендеровка и нанёс отступающему противнику большой урон в живой силе. Лично гвардии лейтенант М. А. Пупков в бою уничтожил 10 солдат вермахта и взял в плен немецкого офицера.
В наступательных боях весной 1944 года Алексей Михайлович сильно простыл. Течение болезни осложнилось недолеченными ранее ранениями, и он несколько недель провёл в медсанбате. Вернувшись в строй в июне 1944 года, А. М. Пупков получил звание гвардии старшего лейтенанта и заступил на прежнюю должность заместителя командира батальона. В августе 1944 года во время Ясско-Кишинёвской операции он сражался в северной Молдавии, принимал участие в окружении и ликвидации группировки немецко-румынских войск восточнее Кишинёва. В сентябре 1944 года в составе армии 62-я гвардейская стрелковая дивизия была выведена в резерв для отдыха и пополнения, и в ноябре 1944 года переброшена на 3-й Украинский фронт. Заместитель командира 2-го стрелкового батальона 184-го гвардейского стрелкового полка гвардии старший лейтенант М. А. Пупков отличился в боях в ноябре-декабре 1944 года на территории Венгрии в ходе Будапештской операции. Во время штурма крупного опорного пункта обороны противника города Боньхад и последующего наступления к озеру Балатон гвардии старший лейтенант М. А. Пупков находился непосредственно в боевых порядках батальона, оказывая практическую помощь командирам рот в организации боя. 6 декабря 1944 года противник крупными силами контратаковал 2-й стрелковый батальон. Быстро организовав оборону, гвардии старший лейтенант М. А. Пупков с двумя ротами смелым манёвром вышел в тыл противника и ворвался в село Харест-Богард. Атака была настолько неожиданна, что неприятель не сумел организовать должного сопротивления. При захвате села было уничтожено 20 вражеских солдат, ещё 200 немецких и венгерских солдат и офицеров были взяты в плен. Бойцы Пупкова также захватили в качестве трофеев 6 исправных артиллерийских орудий. Во время боёв в районе города Польгар Михаил Алексеевич, находясь в боевых порядках батальона, личным примером воодушевлял бойцов на выполнение поставленных боевых задач. В бою батальон уничтожил солдат противника и ещё 37 взял в плен. 30 января 1945 года гвардии старший лейтенант М. А. Пупков был ранен осколком снаряда в лицо, но остался в строю. В ходе Балатонской оборонительной операции он уже командовал стрелковым батальоном, отражая контратаки врага севернее озера Веленце. Особо отличился Михаил Алексеевич в Венской операции при освобождении столицы Австрии города Вены.
Окончательно сломив сопротивление немецких и венгерских войск, 4 апреля 1945 года войска 3-го Украинского фронта вышли на подступы к городу Вене. 5 апреля 1945 года начался штурм города. 62-я гвардейская стрелковая дивизия вела наступление на столицу Австрии с юго-востока. 7 апреля 1945 года батальон гвардии старшего лейтенанта М. А. Пупкова штурмом овладел сильным укреплённым пунктом противника на высоте 220,0, который мешал частям дивизии ворваться в город. Продолжая наступление из района Пеллендорф — Цвёльфаксинг, в ночь на 8 апреля 1945 года через Центральное кладбище города Михаил Алексеевич со своим батальоном вышел в тыл немецкой группировки, оборонявшей Швехат, и занял оборону на шоссе Швехат — Зиммеринг. Утром 8 апреля он перехватил и атаковал колонну немецких войск, пытавшуюся отступить в Вену. В скоротечном ожесточённом бою батальон гвардии старшего лейтенанта Пупкова уничтожил более 80 солдат и офицеров противника и захватил 1 самоходную артиллерийскую установку, 3 бронетранспортёра, 7 зенитных пушек с тягачами, 15 автомашин с военными грузами и 9 мотоциклов. При освобождении Вены Михаил Алексеевич умело организовал уличные бои, и очищая от противника квартал за кварталом, одним из первых вышел к Дунайскому каналу и в ночь на 11 апреля форсировал его. После ожесточённых двухдневных боёв на улицах города батальон Пупкова вышел на берег реки Дунай, успешно выполнив поставленную боевую задачу. За отличие при освобождении города Вены командир 184-го гвардейского стрелкового полка гвардии подполковник В. С. Могилевцев повысил М. А. Пупкова в звании до гвардии капитана и представил к званию Героя Советского Союза. Указ Президиума Верховного Совета СССР был подписан 28 апреля 1945 года.
После освобождения Вены войска 4-й гвардейской армии продолжили наступление вглубь австрийской территории навстречу американским войскам. В первых числах мая 1945 года гвардии капитана М. А. Пупкова отозвали с фронта. В День Победы 9 мая 1945 года на торжественной церемонии в Кремле Михаилу Алексеевичу была вручена Золотая Звезда и грамота о присвоении звания Героя Советского Союза.
После войны М. А. Пупков продолжил службу в вооружённых силах СССР. Окончив в 1959 году Военную академию имени М. В. Фрунзе, он служил командиром мотострелкового полка и заместителем командира мотострелковой дивизии. В запас Михаил Алексеевич уволился в 1974 году в звании полковника. Жил в Киеве работал старшим техником в техническом отделе проектного института треста Проектстальконструкция. Умер М. А. Пупков 23 мая 2007 года. Похоронен на Берковецком кладбище города Киева.

## Награды
- Медаль «Золотая Звезда» (28.04.1945);
- орден Ленина (28.04.1945);
- орден Александра Невского (15.01.1945);
- орден Отечественной войны 1-й степени (11.03.1985);
- орден Отечественной войны 2-й степени (10.04.1944);
- орден Красной Звезды (24.11.1943);
- медали.

## Память
- Бюст Героя Советского Союза М. А. Пупкова установлен в городе Болотное Новосибирской области.
- Имя Героя Советского Союза М. А. Пупкова увековечено на Аллее Героев у монумента Славы в городе Новосибирске.

## Документы
- Общедоступный электронный банк документов «Подвиг Народа в Великой Отечественной войне 1941—1945 гг.» Дата обращения: 12 июля 2013. Архивировано из оригинала 13 марта 2012 года.

Орден Александра Невского (наградной лист и приказ о награждении). Дата обращения: 12 июля 2013. Архивировано 3 сентября 2013 года.
Орден Отечественной войны 1-й степени (информация из карточки награждённого к 40-летию Победы). Дата обращения: 12 июля 2013. Архивировано 3 сентября 2013 года.
Орден Отечественной войны 2-й степени (наградной лист и приказ о награждении). Дата обращения: 12 июля 2013. Архивировано 3 сентября 2013 года.
Орден Красной Звезды (наградной лист и приказ о награждении). Дата обращения: 12 июля 2013. Архивировано 3 сентября 2013 года.